# Criminal Minds (mùa 3)
Mùa thứ ba của Criminal Minds lần đầu phát sóng trên đài CBS vào ngày 26 tháng 9 năm 2007 và kết thúc vào ngày 21 tháng 5 năm 2008. Mùa ba ban đầu có 25 tập; tuy nhiên, chỉ có 13 tập được làm xong trước vụ đình công Hiệp hội nhà văn Mỹ (2007–08). Thêm bảy tập nữa được sản xuất sau vụ đình công, nâng tổng số tập lên 20 cho mùa ba. Mandy Patinkin muốn rời bộ phim, do ông ghét bản chất tàn bạo của nó. Ông được Joe Mantegna thay vào vài tập sau đó.

## Dàn diễn viên

### Chính
- Mandy Patinkin trong vai Đặc vụ giám sát Jason Gideon (Đặc vụ cấp cao BAU) tập 1-2
- Joe Mantegna trong vai Đặc vụ giám sát David Rossi (Đặc vụ cấp cao BAU) tập 6-20
- Paget Brewster trong vai Đặc vụ giám sát Emily Prentiss (Đặc vụ BAU)
- Shemar Moore trong vai Đặc vụ giám sát Derek Morgan (Đặc vụ BAU)
- Matthew Gray Gubler trong vai Đặc vụ giám sát Tiến sĩ Spencer Reid (Đặc vụ BAU)
- A. J. Cook trong vai Đặc vụ giám sát Jennifer "JJ" Jareau (Liên lạc truyền thông BAU)
- Kirsten Vangsness trong vai Đặc vụ Penelope Garcia (Nhà phân tích kỹ thuật BAU)
- Thomas Gibson trong vai Đặc vụ giám sát Aaron "Hotch" Hotchner (Trưởng Đơn vị BAU)

### Khách mời đặc biệt
- Frankie Muniz trong vai Jonny McHale
- Fredric Lehne trong vai Jack Vaughan

### Thường xuyên
- Jayne Atkinson trong vai Đặc vụ giám sát Erin Strauss (Trưởng Bộ phận BAU)
- Nicholas Brendon trong vai Kevin Lynch
- Meredith Monroe trong vai Haley Hotchner
- Cade Owens trong vai Jack Hotchner
- Josh Stewart trong vai William "Will" LaMontagne Jr.

## Khách mời

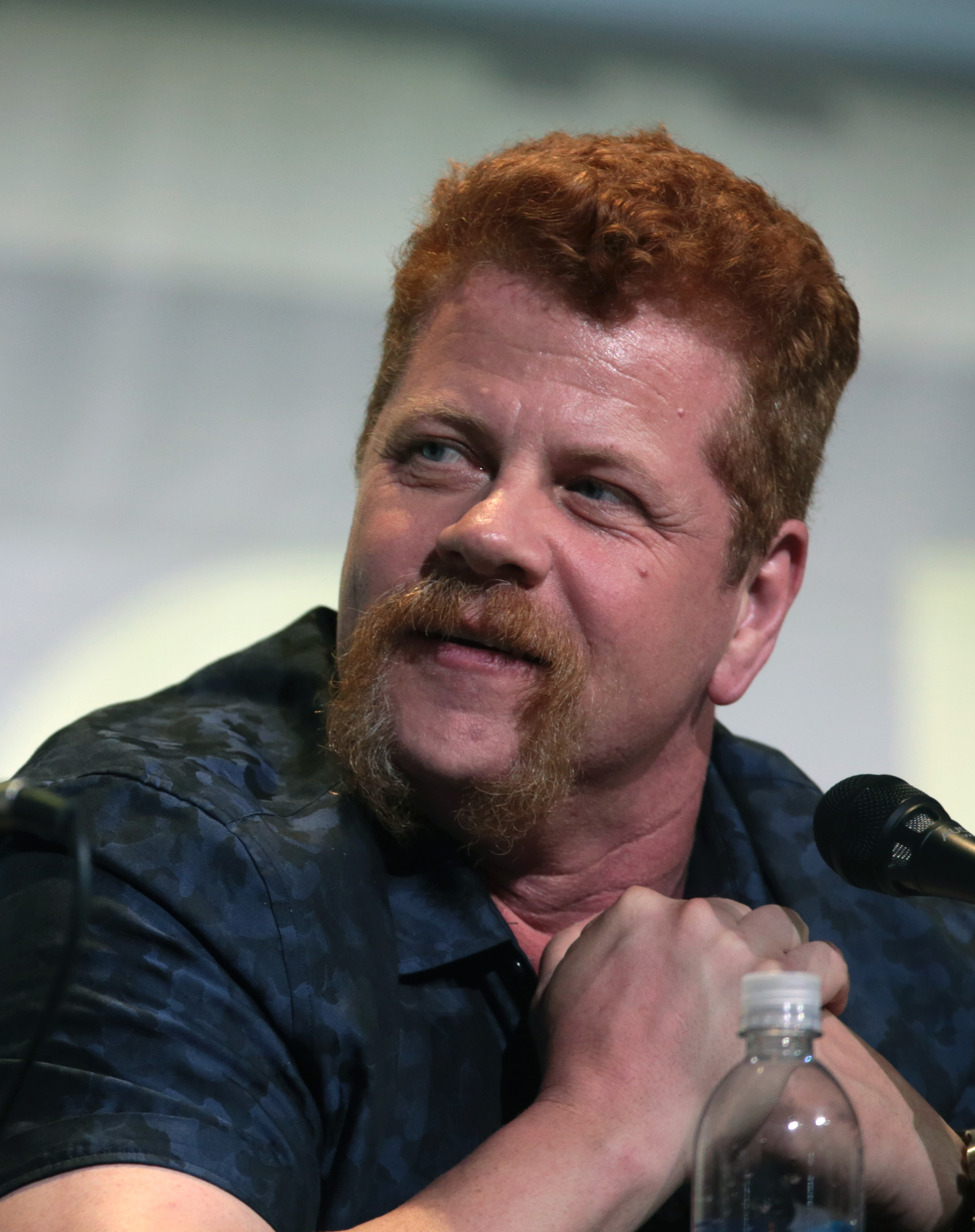
Ngôi sao The Walking Dead Michael Cudlitz xuất hiện trong tập "Identity" trong vai Francis Goehring.

Trong tập đầu mùa phim "Doubt", Shelly Cole làm khách mời trong vai Anna Begley, một sinh viên đại học tự sát sao chép tội ác của Nathan Tubbs, còn gọi là "The Campus Killer". Alexa Alemanni làm khách mời trong vai Amy Deckerman, nạn nhân đầu tiên của Anna Begley. Trong tập "In Name and Blood", Eddie Cibrian làm khách mời trong vai Joe Smith, một sát nhân hàng loạt lợi dụng con trai mình để dụ phụ nữ và giết họ. Gordon Clapp làm khách mời trong vai thám tử Victor Wolynski, dẫn đầu cuộc điều tra các án mạng. Trong tập "Scared to Death", Michael O'Keefe làm khách mời trong vai bác sĩ Stanley Howard, một bác sĩ tâm thần lợi dụng nỗi sợ lớn nhất của bệnh nhân để giết họ.

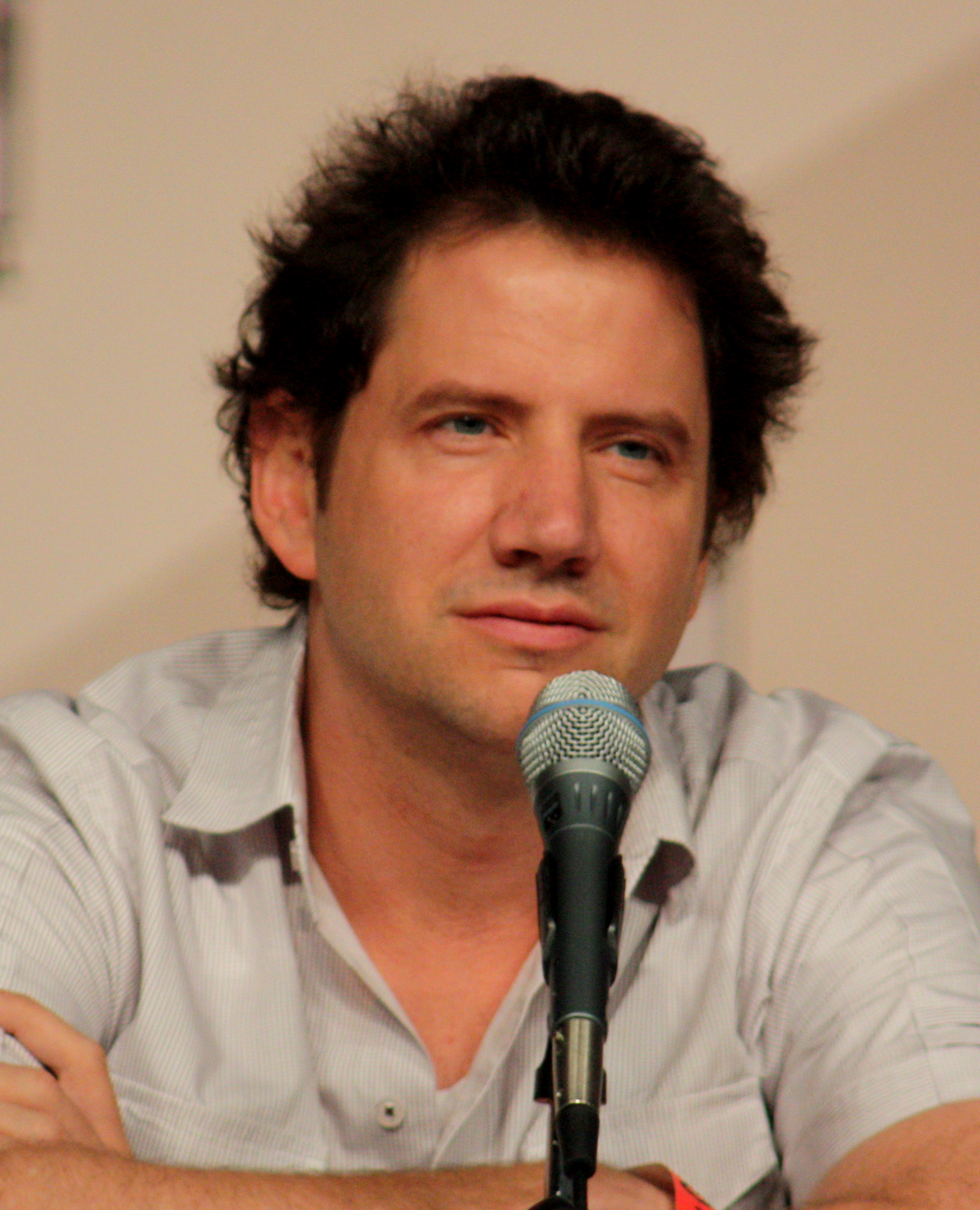
Jamie Kennedy xuất hiện trong tập "Lucky" vai Floyd Feylinn Ferrell.

Trong tập "Children of the Dark", Francis Capra làm khách mời trong vai Ervin Robles, một sát nhân hàng loạt bị một gia đình nhận nuôi nghiêm khắc lạm dụng. William Lee Scott làm khách mời trong vai em nuôi của Robles và đồng phạm tên Gary, và Christine Healy làm khách mời trong vai bà Manwaring, một bà mẹ nuôi lạm dụng. Trong tập "Seven Seconds", Ariel Winter làm khách mời trong vai Katie Jacobs, một bé gái bị bắt cóc ở một trung tâm mua sắm. Suzanne Cryer làm khách mời trong vai Susan Jacobs, dì của Katie Jacobs có thể liên quan đến sự biến mất của cô ấy. Paula Malcomson làm khách mời trong vai mẹ của Katie, Beth, và Alexander Gould làm khách mời trong vai con trai của Susan, Jeremy.

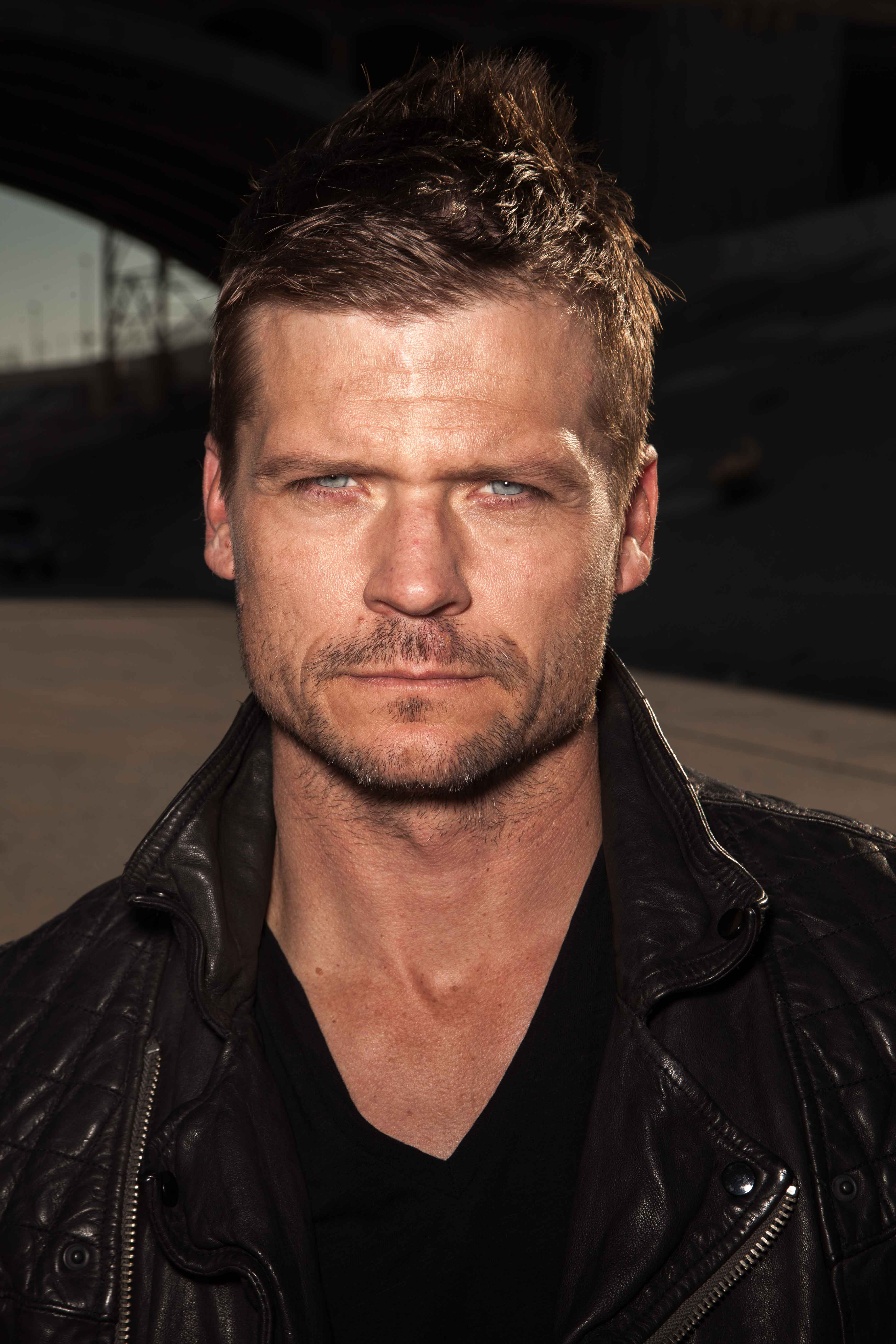
Bailey Chase xuất hiện trong tập "Lucky" và "Penelope" vai Jason Clark Battle.

Trong tập "About Face", Andrew Kavovit làm khách mời trong vai Max Poole, còn gọi là "Sát nhân Bạn Đã Gặp Tôi Chưa". Michael O'Neill làm khách mời trong vai thám tử Frank Yarborough, người điều tra án mạng bạn vợ mình. Trong tập "Identity", Kaj-Erik Eriksen làm khách mời trong vai Henry Frost, một sát nhân hàng loạt đã làm giả danh tính đồng phạm và là tên ngốc, Francis Goehring, kẻ đã tự tử. Pat Skipper làm khách mời trong vai Harris Townsend, một tay bắn tỉa Lực lượng Đặc nhiệm Hoa Kỳ đã về hưu bất đắc dĩ hỗ trợ BAU trong vẻ lạnh lùng. Trong tập "Lucky", Michael Beach làm khách mời trong vai Cha Marks, và Nick Searcy làm khách mời trong vai thám tử Jordan. Trong tập "True Night", Frankie Muniz làm khách mời trong vai Johnny McHale, một họa sĩ truyện tranh nổi tiếng mà có các tác phẩm gần đây giống với các án mạng mà anh có thể đã gây ra.

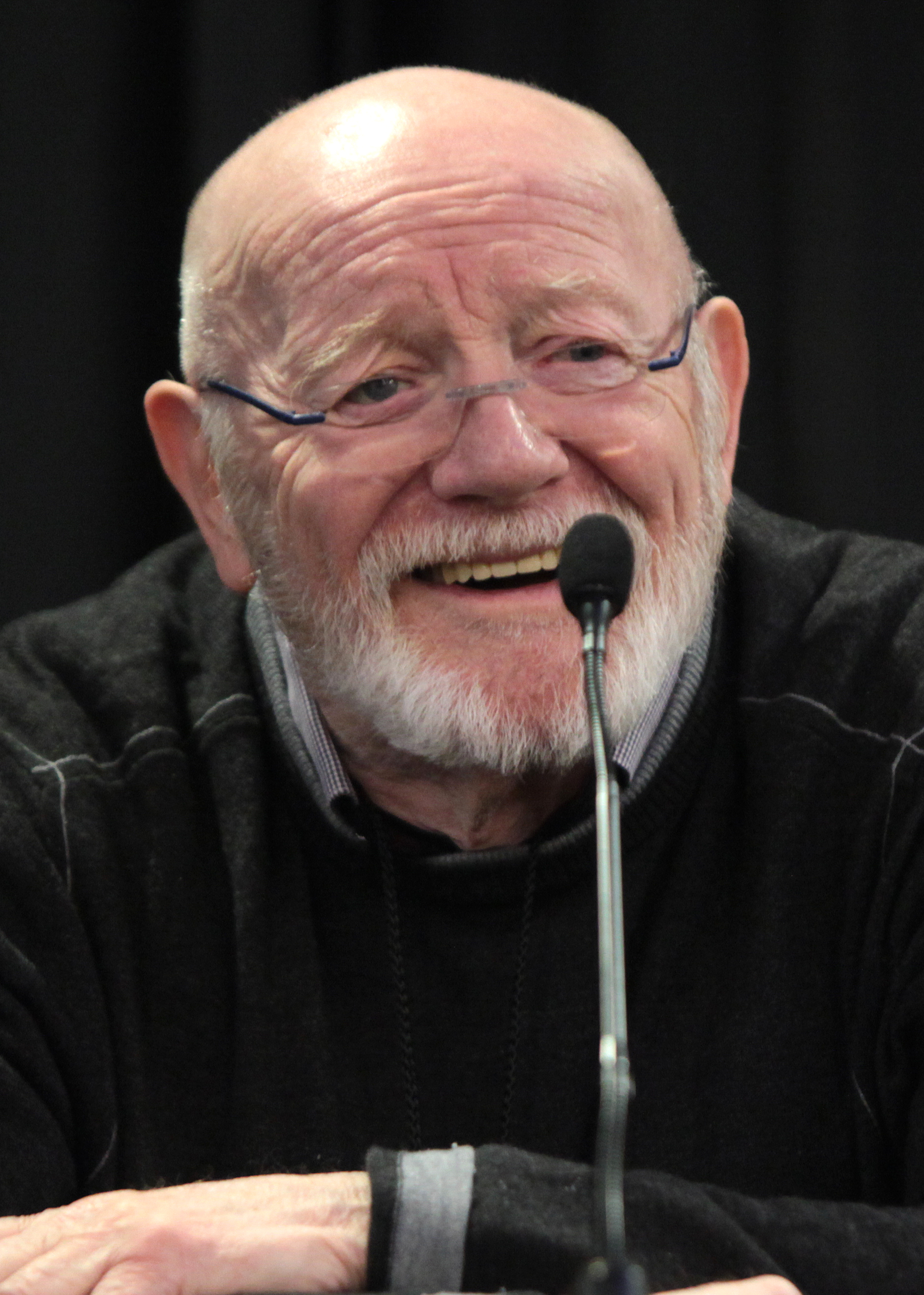
W. Morgan Sheppard xuất hiện trong tập "Birthright" vai John Caulfield.

Trong tập "3rd Life", Riley Smith làm khách mời trong vai Ryan Phillips, một sát nhân khiếp sợ dẫn đầu ba kẻ bắt cóc. Gia Mantegna (con gái của diễn viên trong phim Joe Mantegna) làm khách mời trong vai Lindsey Vaughan, một cô gái trẻ bị băng của Ryan bắt cóc, Hayley McFarland làm khách mời trong vai Katie Owens, nạn nhân đầu tiên bị hiếp và giết bởi băng của Ryan, Fredric Lehne làm khách mời trong vai Jack Vaughan, một cựu sát nhân và bố của Lindsey, và Michael Harney làm khách mời trong vai cảnh sát tư pháp Pat Mannan.
Trong tập "Limelight", Andrea Roth làm khách mời trong vai Jill Morris, một đặc vụ FBI thèm khát danh tiếng và ít quan tâm đến thiệt hại phụ sau cùng trở nên rõ ràng hơn với BAU. Trong tập "Damaged", Dennis Christopher làm khách mời trong vai Abner Merriman, một cai tù cho phép Hotch và Reid thẩm vấn Chester Hardwick, một tử tù.

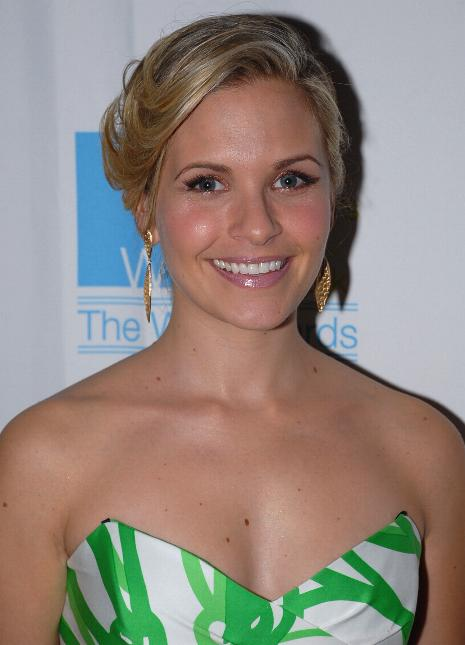
Sally Pressman xuất hiện trong tập "Birthright" vai Chrissy Wilkinson.

Trong tập "A Higher Power", Jennifer Aspen làm khách mời trong vai Laurie Ann Morris, một người phụ nữ trầm cảm bị Peter Redding thuyết phục tự tử. Renee O'Connor làm khách mời trong vai Pam Baleman, vợ của Paul Baleman, một trong những người tự tử, và chị dâu của thám tử Ronnie Baleman, người đang điều tra. Trong tập "Elephant's Memory", Cody Kasch làm khách mời trong vai Owen Savage, một sát nhân bám theo những người gây rối với hắn trong thời thơ ấu. Lindsey Haun làm khách mời trong vai Jordan Norris, bạn gái của Owen, và Alexandra Krosney làm khách mời trong vai Eileen Bechtold, bạn của Jordan. Trong tập "In Heat", Michael Graziadei làm khách mời trong vai Steven Fitzgerald, một sát nhân hàng loạt lú lẫn về định hướng tính dục của hắn. Tia Texada làm khách mời trong vai thám tử Tina Lopez, dẫn đầu cuộc điều tra án mạng.

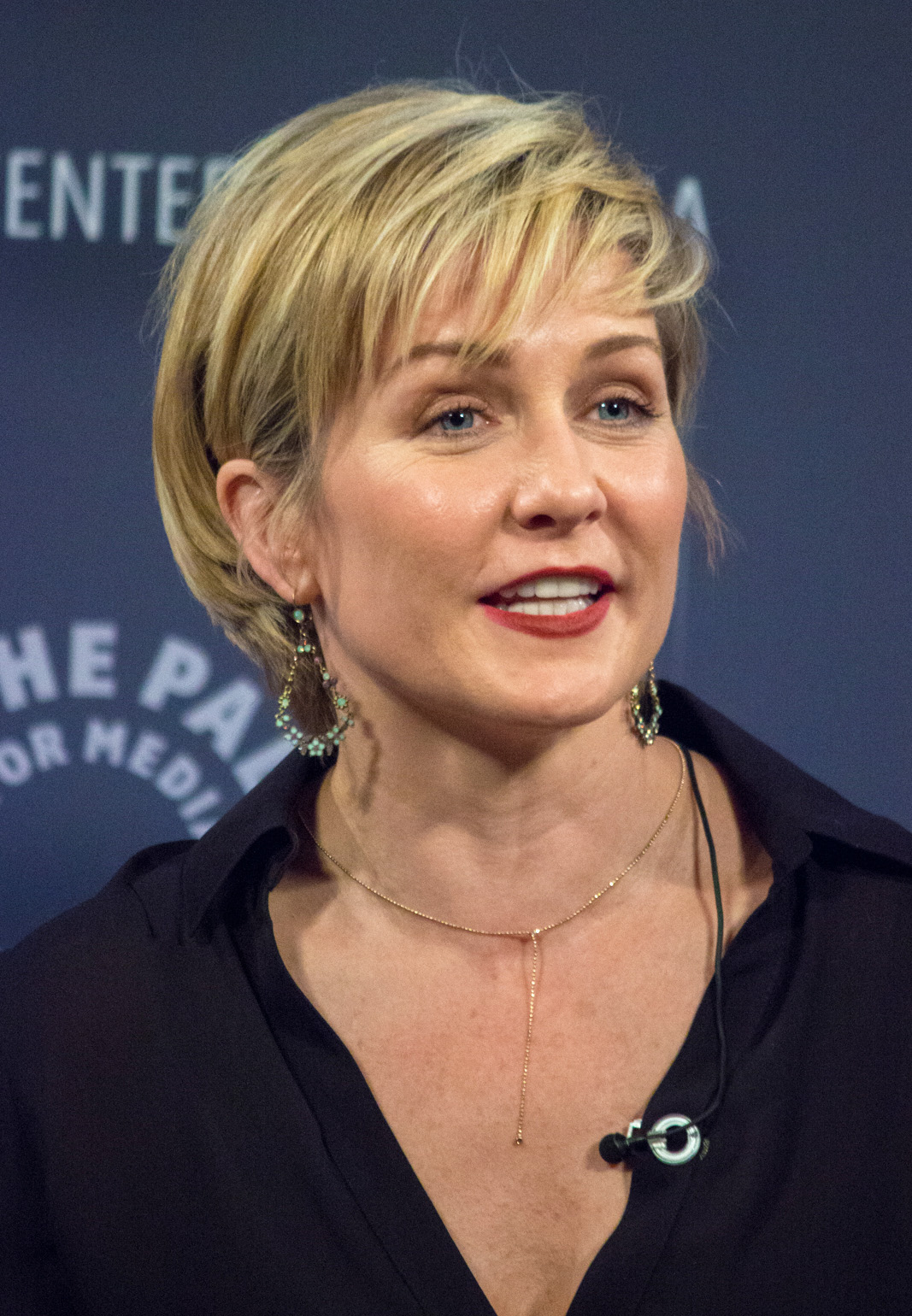
Ngôi sao Blue Bloods Amy Carlson xuất hiện trong tập "Tabula Rasa" vai Cece Hillenbrand.

Trong tập "The Crossing", Scott Lowell làm khách mời trong vai Michael Hicks, một kẻ đeo bám ảo tưởng ám ảnh một cô gái tên Keri Derzmond, do Bonnie Root thủ vai. Mary-Margaret Humes làm khách mời trong vai Audrey Sawyer-Henson, một vợ nội trợ và người mẹ bị hành hạ đã giết chồng. Trong tập "Tabula Rasa", Eric Lange làm khách mời trong vai Brian Matloff, còn gọi là "The Blue Ridge Strangler", một sát nhân hàng loạt bị mất trí nhớ sau khi hắn cố trốn tránh BAU bằng cách nhảy khỏi một tòa nhà. Trong tập cuối mùa phim "Lo-Fi", Sienna Guillory làm khách mời trong vai đặc vụ giám sát Kate Joyner, một đặc vụ FBI hỗ trợ BAU trong việc bắt giữ các thành viên của phần tử khủng bố New York. Erik Palladino làm khách mời trong vai thám tử Cooper, một sĩ quan cảnh sát New York bị một thành viên của phần tử khủng bố New York bắn trong khi làm nhiệm vụ.

## Các tập phim
| TT. tổng thể | TT. trong mùa phim | Tiêu đề                | Đạo diễn              | Biên kịch                      | Ngày phát hành gốc   | Mã sản xuất | Người xem tại Hoa Kỳ (triệu) |
| --- | ------------------ | ---------------------- | --------------------- | ------------------------------ | -------------------- | ----------- | ---------------------------- |
| 46 | 1                  | "Doubt"                | Gloria Muzio          | Chris Mundy                    | 26 tháng 9 năm 2007  | 221         | 12,66                        |
| Khi ba cô gái bị đâm chết tại một trường đại học ở Flagstaff, Arizona, BAU nhắm vào nhân viên bảo vệ khuôn viên trường chỉ để thấy bản thân nghi ngờ kỹ năng phân tích của họ khi cô gái khác chết trong khi nghi phạm chính của họ bị giam.                                                                         |                    |                        |                       |                                |                      |             |                              |
| 47 | 2                  | "In Name and Blood"    | Edward Allen Bernero  | Chris Mundy                    | 3 tháng 10 năm 2007  | 301         | 14,56                        |
| Với việc Gideon mất tích, Hotch chuyển công tác, và Prentiss từ chức, Strauss và các thành viên còn lại của BAU đi truy lùng một sát nhân ở Milwaukee, Wisconsin lấy tim của các cô gái bằng cái đục. |                    |                        |                       |                                |                      |             |                              |
| 48 | 3                  | "Scared to Death"      | Félix Alcalá          | Debra J. Fisher & Erica Messer | 10 tháng 10 năm 2007 | 302         | 14,55                        |
| Khi bốn thi thể được tìm thấy trong một khu mộ tập thể bên ngoài Portland, Oregon, BAU xác định các nạn nhân đều chết trong tay một sát nhân hàng loạt lợi dụng nỗi sợ lớn nhất của họ làm lợi thế của hắn. Đội cố gắng chấp nhận sự ra đi của Gideon.                                                               |                    |                        |                       |                                |                      |             |                              |
| 49 | 4                  | "Children of the Dark" | Guy Norman Bee        | Dan Dworkin & Jay Beattie      | 17 tháng 10 năm 2007 | 303         | 15,03                        |
| Khi ba gia đình trung lưu ở Denver, Colorado bị giết trong nhà họ, với bố mẹ bị đánh bằng dùi cui đến chết và con cái bị giết nhân đạo, BAU tiến hành xác định danh tính một cặp kẻ tàn sát gia đình có động cơ thầm kín.                                                                                            |                    |                        |                       |                                |                      |             |                              |
| 50 | 5                  | "Seven Seconds"        | John Gallagher        | Andi Bushell                   | 24 tháng 10 năm 2007 | 304         | 15,05                        |
| Khi một bé gái 6 tuổi biến mất khỏi một trung tâm mua sắm ở Virginia một tuần sau khi đứa bé khác bị bắt cóc và giết, BAU đi tìm cô bé mất tích và xác định kẻ bắt cóc. |                    |                        |                       |                                |                      |             |                              |
| 51 | 6                  | "About Face"           | Skipp Sudduth         | Charles Murray                 | 31 tháng 10 năm 2007 | 305         | 14,94                        |
| Khi một người phụ nữ ở Carrollton, Texas mất tích sau khi tìm thấy ảnh người mất tích của bản thân được gắn trên cửa trước nhà cô ấy, BAU tìm một sát nhân hàng loạt có một động cơ bí ẩn. Đội chào mừng chuyên gia phân tích kỳ cựu David Rossi (Joe Mantegna), trở lại với FBI toàn thời gian sau kỳ bán nghỉ hưu. |                    |                        |                       |                                |                      |             |                              |
| 52 | 7                  | "Identity"             | Gwyneth Horder-Payton | Oanh Ly                        | 7 tháng 11 năm 2007  | 306         | 14,65                        |
| Khi một người phụ nữ ở Montana biến mất và một trong hai sát nhân hàng loạt tự tử cùng ngày, BAU đi xác định danh tính sát nhân thứ hai và giải cứu nạn nhân mới nhất của hắn. Đội nghiên cứu lý do tại sao Rossi bỏ nghỉ hưu.                                                                                       |                    |                        |                       |                                |                      |             |                              |
| 53 | 8                  | "Lucky"                | Steve Boyum           | Andrew Wilder                  | 14 tháng 11 năm 2007 | 307         | 15,73                        |
| Khi một người phụ nữ ở Florida được tìm thấy chết với vài ngón tay bị chặt và hai người phụ nữ khác được báo mất tích, BAU đi giải cứu người mất tích và truy lùng một sát nhân ăn thịt người. Morgan vật lộn với khủng hoảng niềm tin và Garcia đưa bản thân vào một tình huống đe dọa mạng sống.                   |                    |                        |                       |                                |                      |             |                              |
| 54 | 9                  | "Penelope"             | Félix Alcalá          | Chris Mundy                    | 21 tháng 11 năm 2007 | 308         | 15,88                        |
| Với Garcia đang giành giật sự sống, BAU xác định kẻ tấn công cô ấy là người thân cận đến cuộc điều tra. Sau khi Hotch giao phó nhà phân tích Kevin Lynch (Nicholas Brendon) việc lục soát máy tính của Garcia, Kevin mò ra một tập tin có thể gây nguy hiểm cho tương lai với FBI của Garcia.                        |                    |                        |                       |                                |                      |             |                              |
| 55 | 10                 | "True Night"           | Edward Allen Bernero  | Edward Allen Bernero           | 28 tháng 11 năm 2007 | 309         | 16,23                        |
| Khi án mạng mới nhất trong chuỗi giết người liên quan băng đảng xảy ra ở Los Angeles, California, BAU dần dần nghi hiện trường án mạng phản ánh các bức vẽ từ một truyện tranh do một người bị rối loạn căng thẳng sau chấn thương nghiêm trọng sáng tác.                                                            |                    |                        |                       |                                |                      |             |                              |
| 56 | 11                 | "Birthright"           | John Gallagher        | Debra J. Fisher & Erica Messer | 12 tháng 12 năm 2007 | 310         | 14,18                        |
| Khi một chuỗi án mạng chặt chém ở Fredericksburg, Virginia bắt chước một chuỗi tội ác đã xảy ra hơn hai thập kỷ trước, BAU bị ép thẩm vấn một người sống sót của án mạng gốc để xác định danh tính hung thủ. |                    |                        |                       |                                |                      |             |                              |
| 57 | 12                 | "3rd Life"             | Anthony Hemingway     | Simon Mirren                   | 9 tháng 1 năm 2008   | 311         | 14,30                        |
| Khi một thiếu niên Chula Vista, California được tìm thấy chết và bạn thân cô ấy được báo mất tích, BAU tiến hành một cuộc săn người gắt gao và liên kết vụ biến mất đến một tội ác mà bố cô ấy đã chứng kiến 10 năm trước.                                                                                           |                    |                        |                       |                                |                      |             |                              |
| 58 | 13                 | "Limelight"            | Glenn Kershaw         | Dan Dworkin & Jay Beattie      | 23 tháng 1 năm 2008  | 312         | 12,67                        |
| Khi đồ đạc của một kho hàng nhỏ ở Philadelphia, Pennsylvania bị bán ở buổi đấu giá và tiết lộ bằng chứng của một sát nhân hàng loạt ghét phụ nữ, BAU làm việc với một đặc vụ FBI muốn tạo dựng tên tuổi để phân tích và truy lùng sát nhân.                                                                          |                    |                        |                       |                                |                      |             |                              |
| 59 | 14                 | "Damaged"              | Edward Allen Bernero  | Edward Allen Bernero           | 2 tháng 4 năm 2008   | 313         | 12,81                        |
| Với Hotch và Reid thẩm vấn một tử tù khét tiếng ở Connecticut, BAU đến Indianapolis, Indiana để điều tra một vụ án chưa được phá mà đã quấy rầy Rossi hơn hai thập kỷ. |                    |                        |                       |                                |                      |             |                              |
| 60 | 15                 | "A Higher Power"       | Félix Alcalá          | Michael Udesky                 | 9 tháng 4 năm 2008   | 314         | 13,33                        |
| Khi một khu phố ở Pittsburgh, Pennsylvania trải qua một đợt gia tăng tự tử bất thường, BAU nghi tội ác được một sát nhân hàng loạt tự coi là một Thiên thần của Cái Chết thực hiện. Hotch dành thời gian nghỉ sau khi Haley trình diện với đơn ly hôn.                                                               |                    |                        |                       |                                |                      |             |                              |
| 61 | 16                 | "Elephant's Memory"    | Bobby Roth            | Andrew S. Wilder               | 16 tháng 4 năm 2008  | 315         | 12,98                        |
| Khi một chuỗi giết người dữ dội gia tăng xảy ra ở Texas, BAU đi truy lùng một thiếu niên (Cody Kasch) có liên quan đến mỗi nạn nhân; Reid đưa cảm xúc ảnh hưởng cuộc điều tra sau khi đồng cảm với nghi phạm chính.                                                                                                  |                    |                        |                       |                                |                      |             |                              |
| 62 | 17                 | "In Heat"              | John Gallagher        | Andi Bushell                   | 30 tháng 4 năm 2008  | 316         | 13,03                        |
| Khi một sát nhân hàng loạt Miami, Florida lấy mạng một thám tử New Orleans đang đi nghỉ dưỡng, BAU làm việc với thám tử Will LaMontagne, Jr. (Josh Stewart) để bắt sát nhân trước khi tấn công lần nữa. JJ cố giữ một bí mật mà có thể có tác động đến cô.                                                           |                    |                        |                       |                                |                      |             |                              |
| 63 | 18                 | "The Crossing"         | Guy Norman Bee        | Debra J. Fisher & Erica Messer | 7 tháng 5 năm 2008   | 317         | 12,88                        |
| Với Hotch và Rossi làm cố vấn cho một vụ án liên quan đến hội chứng phụ nữ bị đánh đập ở Boston, Massachusetts, các thành viên còn lại của BAU đi bảo vệ một người phụ nữ ở Silver Spring, Maryland khỏi kẻ đeo bám cô ấy.                                                                                           |                    |                        |                       |                                |                      |             |                              |
| 64 | 19                 | "Tabula Rasa"          | Steve Boyum           | Dan Dworkin & Jay Beattie      | 14 tháng 5 năm 2008  | 318         | 12,88                        |
| Khi một sát nhân hàng loạt ở Roanoke, Virginia bị nghi ngờ thức dậy từ một cơn hôn mê và khẳng định hắn không nhớ các tội ác mà hắn gây ra bốn năm trước, BAU phụ thuộc vào tín hiệu sóng não để xác định lời tuyên bố của hắn có đúng không.                                                                        |                    |                        |                       |                                |                      |             |                              |
| 65 | 20                 | "Lo-Fi"                | Glenn Kershaw         | Chris Mundy                    | 21 tháng 5 năm 2008  | 319         | 13,15                        |
| Khi vụ mới nhất trong chuỗi xả súng xảy ra ở Thành phố New York, BAU đi xác định các tội ác là thành phẩm của một sát nhân hay một đội. Hotch có buổi hội ngộ căng thẳng với một người quen cũ và JJ có thông báo bất ngờ.                                                                                           |                    |                        |                       |                                |                      |             |                              |

## Băng đĩa
| The Complete Third Season                                                                         |                                                                                                   | | | |
| Chi tiết bộ đĩa                                                                                   | Chi tiết bộ đĩa                                                                                   | Nội dung đặc biệt | Nội dung đặc biệt | |
| - 20 tập - Bộ 5 đĩa - Tỉ lệ khung hình: 2.35:1 - Phụ đề: Tiếng Anh - Tiếng Anh: Dolby Digital 5.1 | - 20 tập - Bộ 5 đĩa - Tỉ lệ khung hình: 2.35:1 - Phụ đề: Tiếng Anh - Tiếng Anh: Dolby Digital 5.1 | - Hồ sơ: Rossi/ Mantegna - Shemar Moore: Hành trình bão táp của Criminal Minds - Từ kịch bản đến màn ảnh: "True Night" - Các vai sát nhân - Yếu tố tội phạm: Quá trình thực hiện Criminal Minds, mùa 3 - Đoạn phim gây cười - Cảnh quay bị xóa | - Hồ sơ: Rossi/ Mantegna - Shemar Moore: Hành trình bão táp của Criminal Minds - Từ kịch bản đến màn ảnh: "True Night" - Các vai sát nhân - Yếu tố tội phạm: Quá trình thực hiện Criminal Minds, mùa 3 - Đoạn phim gây cười - Cảnh quay bị xóa | - Hồ sơ: Rossi/ Mantegna - Shemar Moore: Hành trình bão táp của Criminal Minds - Từ kịch bản đến màn ảnh: "True Night" - Các vai sát nhân - Yếu tố tội phạm: Quá trình thực hiện Criminal Minds, mùa 3 - Đoạn phim gây cười - Cảnh quay bị xóa |
| Ngày phát hành DVD                                                                                |                                                                                                   | | | |
| Vùng 1                                                                                            | Vùng 2                                                                                            | Vùng 4 | | |
| 16 tháng 9 năm 2008                                                                               | 6 tháng 4 năm 2009                                                                                | 18 tháng 3 năm 2009 | | |